# Aleksandr Woronin (kolarz)
Aleksandr Woronin (ros. Александр Воронин) – radziecki kolarz torowy i szosowy, srebrny medalista torowych mistrzostw świata.

## Kariera
Największy sukces w karierze Aleksandr Woronin osiągnął w 1977 roku, kiedy wspólnie z Władimirem Siemiencem zdobył srebrny medal w wyścigu tandemów podczas mistrzostw świata w San Cristóbal. W zawodach tych wyprzedzili ich jedynie reprezentanci Czechosłowacji Vladimír Vačkář i Miroslav Vymazal. Był to jedyny medal zdobyty przez Woronina na międzynarodowej imprezie tej rangi. W latach 1976 i 1977 zajmował odpowiednio trzecie i drugie miejsce w sprinterskich zawodach rozgrywanych w Kopenhadze. Startował także w wyścigach szosowych, zajmując między innymi trzecie miejsce w klasyfikacji generalnej włoskiego Giro delle Regione w 1984 roku. Nigdy nie wystartował na igrzyskach olimpijskich. 